# بروتوكول بيئي
البروتوكول البيئي هو أحد أنواع القانون الدولي، «وثيقة حكومية دولية يقصد بها الإلزام القانوني بغرض أساسي معلن لمنع تأثير الإنسان على الموارد الطبيعية أو إدارة ذلك التأثير».
ظهرت البروتوكولات البيئية الدولية في أنظمة الإدارة البيئية بعد ما أصبحت المشاكل البيئية ملموسة للغاية في الستينيات. في أعقاب مؤتمر ستوكهولم الحكومي الدولي عام 1972، ازداد إنشاء اتفاقيات بيئية دولية.
تضع الأنظمة السياسية الحالية في العالم حواجز تحول دون إنشاء بروتوكولات بيئية. أولاً، الحفاظ على السيادة يقتضي عدم إجبار أي دولة على المشاركة، بل يتم تحفيزها فقط للقيام بذلك. لذا، فكما تصرح المقولة الفرنسية، «القانون الدولي له قوة الإقناع الأخلاقي، ولكن قليل السلطة». `ثانيًا، الصراع الشمالي الجنوبي يمكنه منع التعاون: ترى دول الجنوب بوجه عام أن دول الشمال تحتاج لتحمل المسؤولية عن الانحلال البيئي وإجراء تغييرات هامة في أسلوب الحياة، ولا يعتبر الشمال مسؤولاً في أولاً ولا ثانيًا.
أخيرًا، قد تفتقر الدول للدافع وراء تغيير سياساتها البيئية بسبب التعارض مع المصالح الأخرى، وبخاصة الازدهار الاقتصادي. فإذا كانت البروتوكولات البيئية ستسبب صعوبات اقتصادية أو تضر الدولة، فمن الممكن تجنب تلك البروتوكولات في حين تتمسك دول أخرى بها، مما ينشأ عنه مشكلة الراكب الحر الكلاسيكية. بالإضافة إلى أنه قد يتم انتقاد البروتوكولات البيئية بسبب عدم اليقين العلمي، أو على الأقل نقص بناء معلومات علمية والتي قد تستخدم لـ «عرقلة المصالح والإضرار».
بسبب هذه الحواجز، أصبحت البروتوكولات البيئية هدفًا واضحًا لعدة انتقادات، مثل بطء إنتاج الآثار المرجوّة (بسبب عملية تنفيذ اعتماد بروتوكول الاتفاق) والميل للمسائل الصغرى غير الخلافية ونقص الإشراف والتنفيذ. كما يمكن انتقادها أيضًا لاعتناقها منهجية تزايدية حيث تقترح مبادئ التنمية المستدامة ضرورة سيادة الاهتمام البيئي.
من الممكن أن تتخذ البروتوكولات منهجيات مرنة لتحسين مدى فعاليتها. أحد الأمثلة هو استخدام العقوبات: بموجب بروتوكول مونتريال، يُمنع الأطراف الموقعة على البروتوكول من شراء كلوروفلوروكربون من الأطراف غير الموقعة وذلك لمنع أي فوائد غير متوقعة. وقد تم استخدام التمويل أيضًا للتغلب على صراع الشمال والجنوب: أنشأ أعضاء بروتوكول مونتريال صندوقًا من 240 مليون دولار أمريكي لإعادة توزيع تكاليف الانتقال. ويمكن أيضًا أن تشجع الالتزامات التفاضلية كما في اتفاقية كيوتو مشاركة أكبر.
بينما تبدو البروتوكولات من نمط تحليلي تنازلي للإدارة، تتخذ «أحكامًا ضئيلة للمشاركة الشعبية»، إلا أنه يُعتقد على نطاق واسع أن تأثير الشبكات متعددة الجنسيات تمت زيادته والرأي العام له صلة بالأمر، حيث لابد من وجود اهتمام لتحفيز اتخاذ الإجراءات وتخصيص الموارد الحكومية. المنظمات غير الحكومية أيضًا لها دور خاص في جمع المعلومات ووضع سياسات لحشد الدعم. ويلعب العلم دورًا هامًا، بالرغم من أن سوسكايند يؤكد أن هذا الدور يتم تقليصه في بعض الأحيان بسبب عدم اليقين والخلاف وظهور «أعداء العلم». وبالنسبة لمجتمع الأعمال، فمن الممكن أن يشارك بتحقيق نتائج إيجابية.
تعتمد رؤيتنا لمدى فعالية البروتوكولات على ما نتوقعه منها. فمع القليل من القوة الإدارية أو السلطة الفعلية، تنجح البروتوكولات في زيادة اهتمامات الحكومات، وتعزيز البيئة التعاقدية، وزيادة القدرات من خلال نقل الأصول. ولكن مع عدم المساس بالسيادة، فلن تؤثر البروتوكولات البيئية بإحداث تغييرات في مواجهة عدم الاكتراث من الدولة أو الشعب، أو ضمان إحداث إجراءات وطنية، أو التجسيد السريع. قد يكون تقدم القانون البيئي الدولي مثل السلحفاة، كما يقترح فينر، فهو بطيء لكنه منتظم.